# Fredevindo Tabares
Fredevindo Tabares (Corrientes, 19 de octubre de 1935 - 14 de diciembre de 2016) fue un entrenador argentino de futsal, considerado como el "padre" de la disciplina en la ciudad de Corrientes y uno de los máximos exponentes a nivel nacional. Además de haber sido uno de los fundadores de la Asociación Correntina de Fútbol de Salón (ACFS) -en la cual se desempeñó como tesorero-, fue presidente de dicha entidad y tesorero de la Confederación Sudamericana de Futsal. Como entrenador, dirigió a las selecciones de Argentina y Corrientes, así como a los clubes Centro Hebraica Corrientes, San Francisco y Guaraní.

## Biografía
De profesión Técnico en Mecánica Naval, en 1961 soldó la última balsa que se utilizó para cruzar el puente General Belgrano que une a las provincias de Corrientes y Chaco.
Ese mismo año, junto a Juan "Cacho" González Genninasi, Isaac Zimerman y el escritor Eduardo Rial Seijo, funda la Asociación Correntina de Fútbol de Salón (ACFS), organismo pionero en la disciplina a nivel nacional e internacional, que sentó un precedente para la creación de la Confederación Argentina de Fútbol de Salón (1964) y la Confederación Sudamericana de Futsal (1965). Sin embargo, obtuvieron la personería jurídica recién en 1971.
Tras jubilarse en la compañía Olivetti, en 1970, brindó cursos de futsal desde Misiones a Tierra del Fuego, pasando por Comodoro Rivadavia, Río Negro, Rosario y Capital Federal.
Con el Centro Hebraica Corrientes obtuvo el Campeonato Argentino de Clubes Campeones en 1981. Ese mismo año logró en Formosa el Argentino de Selecciones Mayores dirigiendo a la Selección de Corrientes, que derrotó en la final al combinado local por 3-2. El equipo ganador formó con José Gamarra; Ernesto Brugger, Salvador Benasulin, Jorge Alegre y “Dany” Barrios.

## Palmarés
| Título                                   | Club                       | País      | Año  |
| ---------------------------------------- | -------------------------- | --------- | ---- |
| Campeonato Argentino de Clubes Campeones | Centro Hebraica Corrientes | Argentina | 1981 |
| Argentino de Selecciones Mayores         | Selección de Corrientes    | Argentina | 1981 |